# École supérieure des sciences économiques et commerciales
A École Supérieure des Sciences Économiques et Commerciales ou ESSEC Business School (em português, Escola Superior das Ciências Económicas e Comerciais) é uma das grande école francesas de gestão. Criada em 1907, o seus campi situam-se em Cergy-Pontoise e Singapura.
O seu programa principal é o Master in science of management que forma empresários e gestores especializados em finanças, economia, consultoria estratégica, contabilidade, direito imobiliário, empreendedorismo, etc. A escola também tem vários programas complementares como o mestrado em administração de empresas.
A formação é considerada pelo Financial Times como a 3° em Master in Management e a 4° em Master in Finance Pre-experience.